# عنتر فارس الصحراء (فلم)
عنتر فارس الصحراء هو فيلم مصري إنتاج عام 1974م.

## القصة
الفيلم يقدم عنترة مع عبلة في طفولتيهما.. لنراه بعد لحظات رجلا ناضجا يرعى حرمة نساء قبيلته عندما يمنع البعض حبيبة شيبوب من ورود الماء. فيثور الأمير شاس لرجاله ويثور شدَّاد لثورته. ويحاول الأمير اغتياله فيرتد السهم إليه.. لا يُخفى عنترة حبه لـ عبلة.. وإذا كانت قبيلته تشهد بشجاعته إلا أنها لا تعترف به كسِّيد من صلبها لأنه عبد أسود ابن جارية، وتخبر الأم ابنها أن أباه شدَّاد لا يريد الاعتراف به على عادة العرب.. والأب حائر بين أن يلبى نداء الأبوة وقسوة التقاليد التي تُنكر عليه هذا الاعتراف، ولا يجد الأب إلا أن يطلب منه المستحيل.. أن يقدم لابنه خمسين ناقة من نوق الملك النعمان مهرا لابنته، يطلب هذا وهو يعلم أ، ه هالك لا محالة قبل أن يحصل عليها، لكن عنترة يوافق ويذهب إلى هناك ويحصل عليها بعد أن يصارع بن النعمان ويهزمه، ويقتل عدو النعمان نفسه، وأثناء عودته يجد القبيلة، وقد سبيت نساءها فيصد عدوها ويهزمه ويتزوج من عبلة. (السينما اللبنانية)

## التمثيل
- سميرة توفيق
- محمود سعيد (ممثل)
- نصير قرطباوى

## الإخراج
- محمود سعيد (إخراج).

## التأليف
- محمود سعيد (قصة وسيناريو وحوار).

## روابط خارجية
- مقالات تستعمل روابط فنية بلا صلة مع ويكي بيانات